# Liste des béatifications prononcées par Pie IX
Cette page dresse la liste des personnes béatifiées par le pape Pie IX.
Le pape Pie IX (16 juin 1846 - 7 février 1878) a procédé aux béatifications suivantes :

## 1850
| N° | Image | Bienheureux   | Date de béatification | Lieu de béatification  | Informations |
| -- | ----- | ------------- | --------------------- | ---------------------- | --- |
| 1. |       | Pierre Claver | 16 juillet 1850       | Basilique Saint-Pierre | (1580-1654), prêtre espagnol de la compagnie de Jésus, missionnaire en Colombie, a travaillé pendant plus de quarante ans en faveur des noirs réduits en esclavage (canonisé le 15 janvier 1888). |

## 1851
| N° | Image | Bienheureux           | Date de béatification | Lieu de béatification  | Informations |
| -- | ----- | --------------------- | --------------------- | ---------------------- | --- |
| 1. |       | Laurent de Ripafratta | 4 avril 1851          | Basilique Saint-Pierre | (1373-1456), religieux italien de l'ordre des Prêcheurs, il participe à un mouvement de renouveau spirituel des ordres monastiques. |

## 1853
| N° | Image | Bienheureux                 | Date de béatification | Lieu de béatification  | Informations |
| -- | ----- | --------------------------- | --------------------- | ---------------------- | --- |
| 1. |       | Paul de la Croix            | 1er mai 1853          | Basilique Saint-Pierre | (1694-1775), prêtre italien, mystique et ardent prédicateur de la Passion du Christ, fondateur de la Congrégation de la Passion de Jésus-Christ (canonisé le 29 juin 1867). |
| 2. |       | Barthélemy Cerveri          | 22 septembre 1853     | Basilique Saint-Pierre | (1420-1466), religieux italien de l'ordre des Prêcheurs, martyr en Italie. |
| 3. |       | André Bobola                | 30 octobre 1853       | Basilique Saint-Pierre | (1591-1657), prêtre polonais de la compagnie de Jésus, qui a œuvré pour l'unité des chrétiens orthodoxes et catholiques (canonisé le 17 avril 1938 ; un des saints patrons de la Pologne). |
| 4. |       | Jean Grande Román           | 13 novembre 1853      | Basilique Saint-Pierre | (1546-1600), laïc espagnol membre de l'Ordre hospitalier de Saint-Jean-de-Dieu, fondateur d'hôpitaux pour les pauvres, il se distingue par sa charité envers les prisonniers, les abandonnés et les marginalisés. Il meurt lui-même infecté par la peste en soignant des malades (canonisé le 2 juin 1996) . |
| 5. |       | Mariana de Paredes y Flores | 20 novembre 1853      | Basilique Saint-Pierre | (1618-1645), laïc équatorienne membre du Tiers-Ordre franciscain, vivant en ermite au domicile de sa sœur, elle offrit sa vie pour la protection et le salut des habitants de l’Équateur (canonisée le 28 mai 1950 ; sainte patronne de l’Équateur).                                                         |

## 1855
| N° | Image | Bienheureux   | Date de béatification | Lieu de béatification  | Informations                                                |
| -- | ----- | ------------- | --------------------- | ---------------------- | ----------------------------------------------------------- |
| 1. |       | Marie Mancini | 2 août 1855           | Basilique Saint-Pierre | (1355-1431), religieuse italienne de l'ordre des Prêcheurs. |

## 1856
| N° | Image | Bienheureux     | Date de béatification | Lieu de béatification  | Informations                                                               |
| -- | ----- | --------------- | --------------------- | ---------------------- | -------------------------------------------------------------------------- |
| 1. |       | Aymon Taparelli | 29 mai 1856           | Basilique Saint-Pierre | (1398-1495), religieux italien de l'ordre des Prêcheurs, martyr en Italie. |
| 2. |       | Pierre Cambiani | 4 décembre 1856       | Basilique Saint-Pierre | (1320-1365), prêtre italien de l'ordre des Prêcheurs, martyr en Italie.    |
| 3. |       | Antoine Pavoni  | 4 décembre 1856       | Basilique Saint-Pierre | (1325-1374), prêtre italien de l'ordre des Prêcheurs, martyr en Italie.    |

## 1857
| N° | Image | Bienheureux              | Date de béatification | Lieu de béatification  | Informations                                  |
| -- | ----- | ------------------------ | --------------------- | ---------------------- | --------------------------------------------- |
| 1. |       | Barthélemy Aiutamicristo | 10 septembre 1857     | Basilique Saint-Pierre | (?-1224), moine italien de l'ordre camaldule. |
| 2. |       | Vérémond d'Ivrée         | 17 septembre 1857     | Basilique Saint-Pierre | (930-1011) prêtre, évêque italien.            |

## 1859
| N° | Image | Bienheureux    | Date de béatification | Lieu de béatification  | Informations |
| -- | ----- | -------------- | --------------------- | ---------------------- | --- |
| 1. |       | Jean de Britto | 18 mai 1859           | Basilique Saint-Pierre | (1647-1693), prêtre portugais de la compagnie de Jésus, missionnaire en Inde du Sud où il meurt martyrisé (canonisé le 22 juin 1947). |
| 2. |       | Thomas Hélye   | 14 juillet 1859       | Basilique Saint-Pierre | (1180-1257), prêtre français. |

## 1860
| N° | Image | Bienheureux         | Date de béatification | Lieu de béatification  | Informations |
| -- | ----- | ------------------- | --------------------- | ---------------------- | --- |
| 1. |       | Jean Sarkander      | 6 mai 1860            | Basilique Saint-Pierre | (1576-1620), prêtre torturé et emprisonné pour avoir refusé de violer le secret de la confession (canonisé le 21 mai 1995). |
| 2. |       | Benoît-Joseph Labre | 20 mai 1860           | Basilique Saint-Pierre | (1748-1783), laïc français, surnommé le « Vagabond de Dieu », saisi depuis l'adolescence par le désir d'une dure vie de pénitence, il réalise des pèlerinages vers des sanctuaires, couvert seulement d'un vêtement en lambeaux et se nourrissant uniquement de la nourriture qu'il recevait en aumône. Il donna partout un exemple de piété et pénitence (canonisé le 8 décembre 1881). |

## 1861
| N° | Image | Bienheureux   | Date de béatification | Lieu de béatification  | Informations |
| -- | ----- | ------------- | --------------------- | ---------------------- | --- |
| 1. |       | Jean Leonardi | 10 novembre 1861      | Basilique Saint-Pierre | (1541-1609), prêtre italien, fondateur de l'ordre des clercs réguliers de la Mère de Dieu pour l'enseignement de la doctrine chrétienne aux enfants, le renouveau de la vie apostolique du clergé et la diffusion de la foi chrétienne dans le monde. Il pose les bases de la congrégation pour la propagation de la foi à Rome (canonisé le 17 avril 1938). |

## 1863
| N° | Image | Bienheureux | Date de béatification | Lieu de béatification  | Informations |
| -- | ----- | ----------- | --------------------- | ---------------------- | --- |
| 1. |       | Ayrald      | 8 janvier 1863        | Basilique Saint-Pierre | (?-1146), moine de l'ordre des Chartreux de la chartreuse de Portes, évêque de Maurienne et dont il serait sortie une huile miraculeuse de son tombeau. |

## 1864
| N° | Image | Bienheureux               | Date de béatification | Lieu de béatification  | Informations |
| -- | ----- | ------------------------- | --------------------- | ---------------------- | --- |
| 1. |       | Jean d'Espagne            | 14 juillet 1864       | Basilique Saint-Pierre | (1123-1160), moine espagnol de l'ordre des Chartreux, fondateur du monastère de la chartreuse du Reposoir. |
| 2. |       | Arcangela Girlani         | 1er octobre 1864      | Basilique Saint-Pierre | (1460-1494), religieuse italienne de l'Ordre du Carmel. |
| 3. |       | Marguerite-Marie Alacoque | 18 septembre 1864     | Basilique Saint-Pierre | (1647-1690), religieuse française de l’ordre de la Visitation, mystique, particulièrement dévouée au Sacré-Cœur de Jésus, elle fit beaucoup pour promouvoir son culte dans l'Église (canonisée le 13 mai 1920). |
| 4. |       | Pierre Canisius           | 3 novembre 1864       | Basilique Saint-Pierre | (1521-1597), prêtre néerlandais de la Compagnie de Jésus et docteur de l'Église (canonisé le 21 mai 1925). |

## 1865
| N° | Image | Bienheureux     | Date de béatification | Lieu de béatification  | Informations |
| -- | ----- | --------------- | --------------------- | ---------------------- | --- |
| 1. |       | Marie des Anges | 14 mai 1865           | Basilique Saint-Pierre | (1661-1717), religieuse italienne de l'ordre des Carmes déchaux, mystique, fondatrice du carmel de Moncalieri.                                   |
| 2. |       | Jean Berchmans  | 28 mai 1865           | Basilique Saint-Pierre | (1599-1621), religieux belge de la compagnie de Jésus (canonisé le 15 janvier 1888 ; saint patron des enfants de chœur et de la jeunesse belge). |

## 1866
| N° | Image | Bienheureux | Date de béatification | Lieu de béatification  | Informations                                          |
| -- | ----- | ----------- | --------------------- | ---------------------- | ----------------------------------------------------- |
| 1. |       | Jean Soreth | 3 mai 1866            | Basilique Saint-Pierre | (1394-1471), religieux français de l'ordre du Carmel. |

## 1867
| N° | Image | Bienheureux                     | Date de béatification | Lieu de béatification  | Informations                                                                        |
| -- | ----- | ------------------------------- | --------------------- | ---------------------- | ----------------------------------------------------------------------------------- |
| 1. |       | Benoît d'Urbin                  | 10 février 1867       | Basilique Saint-Pierre | (1560-1625), prêtre italien de l'ordes de Frères mineurs capucins.                  |
| 2. |       | Francisco Pacheco               | 7 mai 1867            | Basilique Saint-Pierre | (1566-1626), prêtre portugais de la compagnie de Jésus, martyr au Japon.            |
| 3. |       | Inès Takeya                     | 7 mai 1867            | Basilique Saint-Pierre | (1587-1622), laïc japonaise, membre de la Confrérie du Rosaire, martyr au Japon.    |
| 4. |       | Jérôme de Angelis               | 7 juillet 1867        | Basilique Saint-Pierre | (1567-1623), prêtre italien de la compagnie de Jésus, martyr au Japon.              |
| 5. |       | Richard de Sainte-Anne          | 7 juillet 1867        | Basilique Saint-Pierre | (1585-1622), prêtre belge de l'ordre des Frères mineurs récollets, martyr au Japon. |
| 6. |       | Jean-Baptiste Machado de Távora | 7 juillet 1867        | Basilique Saint-Pierre | (1581-1617), prêtre portugais de la compagnie de Jésus, martyr au Japon.            |
| 7. |       | Martyrs de Nagasaki             | 7 juillet 1867        | Basilique Saint-Pierre | Exécution de cinquante-deux chrétiens le 10 septembre 1622 au Japon                 |
| 8. |       | Camille Costanzo                | 17 juillet 1867       | Basilique Saint-Pierre | (1571-1622), prêtre italien de la compagnie de Jésus, martyr au Japon.              |
| 9. |       | Jean de Sainte-Marthe           | 17 juillet 1867       | Basilique Saint-Pierre | (1578-1618), frère franciscain espagnol, martyr au Japon.                           |

## 1868
| N° | Image | Bienheureux      | Date de béatification | Lieu de béatification  | Informations                                             |
| -- | ----- | ---------------- | --------------------- | ---------------------- | -------------------------------------------------------- |
| 1. |       | Guala de Brescia | 1er octobre 1868      | Basilique Saint-Pierre | (1180-1244), religieux italien de l'ordre des Prêcheurs. |

## 1869
| N° | Image | Bienheureux          | Date de béatification | Lieu de béatification  | Informations                                                |
| -- | ----- | -------------------- | --------------------- | ---------------------- | ----------------------------------------------------------- |
| 1. |       | Béatrice d'Ornacieux | 15 avril 1869         | Basilique Saint-Pierre | (1260-1306), religieuse française de l'ordre des Chartreux. |

## 1870
| N° | Image | Bienheureux | Date de béatification | Lieu de béatification  | Informations                                                                     |
| -- | ----- | ----------- | --------------------- | ---------------------- | -------------------------------------------------------------------------------- |
| 1. |       | Urbain V    | 10 mars 1870          | Basilique Saint-Pierre | (1310-1370), moine de l’ordre de Saint-Benoît, 200e pape de l’Église catholique. |

## 1872
| N° | Image | Bienheureux  | Date de béatification | Lieu de béatification  | Informations                                                                 |
| -- | ----- | ------------ | --------------------- | ---------------------- | ---------------------------------------------------------------------------- |
| 1. |       | Pierre Favre | 5 septembre 1872      | Basilique Saint-Pierre | (1506-1546), prêtre de la compagnie de Jésus (canonisé le 17 décembre 2013). |
| 2. |       | Eugène III   | 3 octobre 1872        | Basilique Saint-Pierre | (1080-1153), moine de Clairvaux, 167e pape de l’Église catholique.           |

## 1874
| N° | Image | Bienheureux     | Date de béatification | Lieu de béatification  | Informations |
| -- | ----- | --------------- | --------------------- | ---------------------- | --- |
| 1. |       | Agnès de Bohême | 28 novembre 1874      | Basilique Saint-Pierre | (1211-1282, fille d'Ottokar Ier roi de Bohême et de la reine Constance de Hongrie devenue religieuse de l'ordre de Sainte-Claire, fondatrice du monastère et de l'hôpital de Saint François et des Chanoines réguliers de la Très Sainte-Croix de l'Étoile Rouge avec pour but le soin des malades (canonisée le 12 novembre 1989 ; sainte patronne de la Bohême). |